# Municipio de Pierce (Illinois)
El municipio de Pierce (en inglés: Pierce Township) es un municipio ubicado en el condado de DeKalb en el estado estadounidense de Illinois. En el año 2010 tenía una población de 454 habitantes y una densidad poblacional de 4,99 personas por km².

## Geografía
El municipio de Pierce se encuentra ubicado en las coordenadas 41°50′54″N 88°39′28″O / 41.84833, -88.65778. Según la Oficina del Censo de los Estados Unidos, el municipio tiene una superficie total de 90.94 km², de la cual 90,72 km² corresponden a tierra firme y (0,25 %) 0,23 km² es agua.

## Demografía
Según el censo de 2010, había 454 personas residiendo en el municipio de Pierce. La densidad de población era de 4,99 hab./km². De los 454 habitantes, el municipio de Pierce estaba compuesto por el 94,05 % blancos, el 0,44 % eran afroamericanos, el 0,22 % eran amerindios, el 1,32 % eran asiáticos, el 1,98 % eran de otras razas y el 1,98 % eran de una mezcla de razas. Del total de la población el 4,41 % eran hispanos o latinos de cualquier raza.